# Зґлехув
Зґлехув (пол. Zglechów) — село в Польщі, у гміні Сенниця Мінського повіту Мазовецького воєводства.
Населення — 140 осіб (2011).
У 1975-1998 роках село належало до Седлецького воєводства.

## Демографія
Демографічна структура станом на 31 березня 2011 року:
|          | Загалом | Допрацездатний вік | Працездатний вік | Постпрацездатний вік |
| -------- | ------- | ------------------ | ---------------- | -------------------- |
| Чоловіки | 75      | 19                 | 44               | 12                   |
| Жінки    | 65      | 14                 | 35               | 16                   |
| Разом    | 140     | 33                 | 79               | 28                   |